# Wydział Chemii Uniwersytetu w Białymstoku
Wydział Chemii Uniwersytetu w Białymstoku – jeden z 9 wydziałów Uniwersytetu w Białymstoku.

## Historia
Historia Wydziału jest nierozerwalnie związana z historią Uniwersytetu w Białymstoku. W 1997 roku, wraz z powołaniem samodzielnego Uniwersytetu, w wyniku podziału Wydziału Matematyczno-Przyrodniczego, utworzono Wydział Biologiczno-Chemiczny. W skład Wydziału weszły dwa instytuty – Instytut Biologii i Instytut Chemii. Dziekanem Wydziału został prof. dr hab. Marek Gębczyński. Była to pierwsza i jedyna w Polsce jednostka naukowa łącząca obszar nauk ścisłych i nauk przyrodniczych.
Wydział Chemii powstał 1 października 2019 roku w ramach przekształcenia z istniejącego Instytutu Chemii.

## Kierunki kształcenia

### Studia I stopnia
Dostępne kierunki:
- Chemia
- Jakości i bezpieczeństwo środowiska

### Studia II stopnia
Dostępne kierunki:
- Chemia
- Chemia kryminalistyczna i sądowa

### Szkoła Doktorska
Dostępne kierunki:
- Nauki chemiczne

### Studia podyplomowe
Dostępne kierunki:
- Chemia

## Struktura organizacyjna
| Katedra                                      | Kierownik                                |
| -------------------------------------------- | ---------------------------------------- |
| Katedra Chemii Analitycznej i Nieorganicznej | prof. dr hab. Beata Godlewska-Żyłkiewicz |
| Katedra Chemii Fizycznej                     | prof. dr hab. Krzysztof Winkler          |
| Katedra Chemii Organicznej                   | prof. dr hab. Jacek Morzycki             |

## Poczet dziekanów
- historyczny poczt dziekanów Wydziału Biologiczno-Chemicznego[1]

1. 1997–1999 prof. dr hab. Marek Gębczyński
2. 1999–2005 dr hab. Jacek Morzycki
3. 2005–2012 prof. dr hab. Anatol Kojło
4. 2012–2016 dr hab. Iwona Ciereszko
5. 2016–2019 prof. dr hab. Beata Godlewska-Żyłkiewicz

- od 2019 dziekani Wydziału Chemii UwB

1. 2019–2020 prof. dr hab. Beata Godlewska-Żyłkiewicz
2. od 2020 prof. dr hab. Joanna Karpińska

## Władze Wydziału
W kadencji 2020–2024:
| Stanowisko                           | Imię i nazwisko                     |
| ------------------------------------ | ----------------------------------- |
| Dziekan                              | prof. dr hab. Joanna Karpińska      |
| Prodziekan ds. kształcenia i rozwoju | dr hab. Aneta D. Petelska           |
| Prodziekan ds. naukowych             | dr hab. Beata Kalska-Szostko        |
| Prodziekan ds. studenckich           | dr hab. Edyta Nalewajko-Sieliwoniuk |